# Passiflora umbilicata
Passiflora umbilicata là một loài thực vật có hoa trong họ Lạc tiên. Loài này được (Griseb.) Harms mô tả khoa học đầu tiên năm 1893.